# Skavøypollen
Skavøypollen – wieś w zachodniej Norwegii, w okręgu Sogn og Fjordane, w gminie Vågsøy. Miejscowość leży na zachodnim brzegu zatoki  Skavøypollen - odnogi fiordu Nordfjord. Najbliższą miejscowością leżącą w odległości około 1 km od północy jest Nygård oraz Evja położona 1 km na zachód. Od centrum administracyjnego gminy Måløy dzieli odległość 7 km. 
Miejscowość jest wymieniona w źródłach historycznych pochodzących z XVI wieku.
W 2001 roku wieś liczyła 334 mieszkańców.